# Феліція Гіменс
Феліція Доротея Трауні (англ. Felicia Dorothea Hemans, народжена Браун — Browne; 25 вересня 1793, Ліверпуль — 16 травня 1835, Дублін) — англійська поетеса.

## Творчість
Перша збірка її віршів виходить у 1808 році, до її 15-річчя. Більше успіху мала надрукована у цьому ж році поема «England and Spain», на яку звернула увагу Мері Шеллі. У 1812 році друкується «Domestic Affections»; у 1826 році у світ виходить «Forest Sanctuary», яка вважається найкращим її поетичним доробком.  Інші збірки поезії: «Lays of Leisure Hours», «National Songs», «Songs of the Affections». Писала у формі сонетів. Серед всіх жінок поетес Англії, Феліція Гіменес найбільш жіноча. Деякі її вірші виконуються серед церковних гімнів та богослужбових збірок. Її трагедія «Палермська вечірня» поставлена у Лондоні, проте, успіху не мала.
Український переклад поезії Феліції Гіменес здійснив Павло Грабовський, яка опублікована у збірці «Доля» в 1897 році.